# Конский каштан красный
Ко́нский кашта́н кра́сный, ко́нский кашта́н па́вия (лат. Aesculus pavia) — дерево рода конских каштанов из семейства конскокаштановых. Распространён в Северной Америке — от южнее Северной Каролины до центральной Флориды и западнее до южного Иллинойса и восточного Техаса. Часто встречается в подлеске буково-магнолиевых лесов и на утёсах речек с лесистым берегом. Высота дерева от 2,4 до 3 метров.

## Дочерние таксоны
- Aesculus pavia subsp. flavescens (Sarg.) Correll
- Aesculus pavia subsp. pavia L.
- Aesculus pavia 'Koehnei'